# Melanotaenia fredericki
Melanotaenia fredericki är en fiskart som först beskrevs av Fowler, 1939.  Melanotaenia fredericki ingår i släktet Melanotaenia och familjen Melanotaeniidae. Inga underarter finns listade i Catalogue of Life.